# باولو مندس دا روشا
باولو مندس دا روشا هو أحد أشهر المعماريين من مواليد 1928 البرازيل.
كرِّم بحصوله على جائزة بريتزكر لعام 2006، وفي 2000 بجائزة ميس فان دير هو. بولو درس بجامعة بريسبيريانا ماكينزي كليَّة الهندسة المعماريةِ، تَخَرُّج في 1954 عَمَل تقريباً بشكل خاص وحصرى في البرازيل، صمم الكثير من البناياتَ منذ 1957، العديد مِنْهم بَنوا بالخرسانةِ، بطريقة البَعْض أسماها «البرازيلية القاسية» تجادلوا في أنها تَسْمحُ للبناياتِ ًأن تُبْنَى بسعر رخيص وبسرعة. ساهمَ في العديد مِنْ البناياتِ الثقافيةِ البارزةِ في ساو بولو، البرازيل وساهم على نحو واسع في تَحسين وإنْعاش المدينةِ. وهو أيضاً المُصمّمُ البرازيليُ الثانيُ لرِبْح جائزة بريتزكر بعد المهندس المعمارى أوسكار نيماير في 1988.

## أهم أعماله
- 1957، جمنازيوم في نادي ألعاب باوليستانو الرياضيةِ في ساو بولو، البرازيل
- 1957، كرسي مسند باوليستانو (أعادَ إصدار في 2004 مِن قِبل أوبجيكتو)
- 1964، بناية جوايمبى السكنية في ساو بولو، البرازيل
- 1969، جناح البرازيل في المعرض الدولي، 70 في أوزاكا، اليابان
- 1973، ملعب سيررا دورادا في جويانيا، البرازيل
- 1987، صالة عرض أثاثِ فورما في ساو بولو، البرازيل
- 1988، متحف النحتِ البرازيليِ في ساو بولو، البرازيل
- 1992، ساحة البطريارك في ساو بولو، البرازيل
- 1993، بيناكوتيكا دو إيستادو في ساو بولو، البرازيل
- 1997، مركز إف آي أي إس بي الثقافي في ساو بولو، البرازيل

## معرض صور

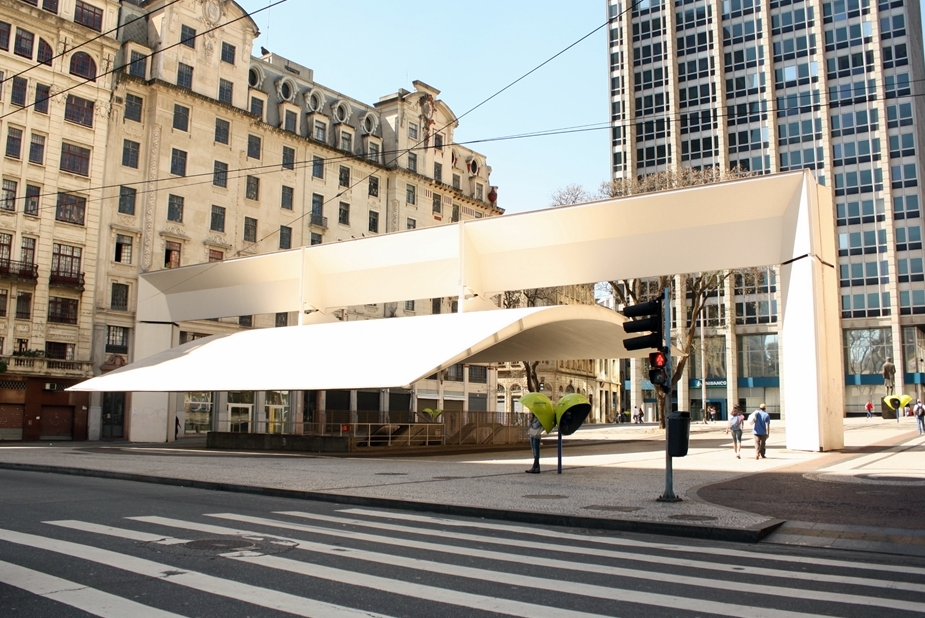
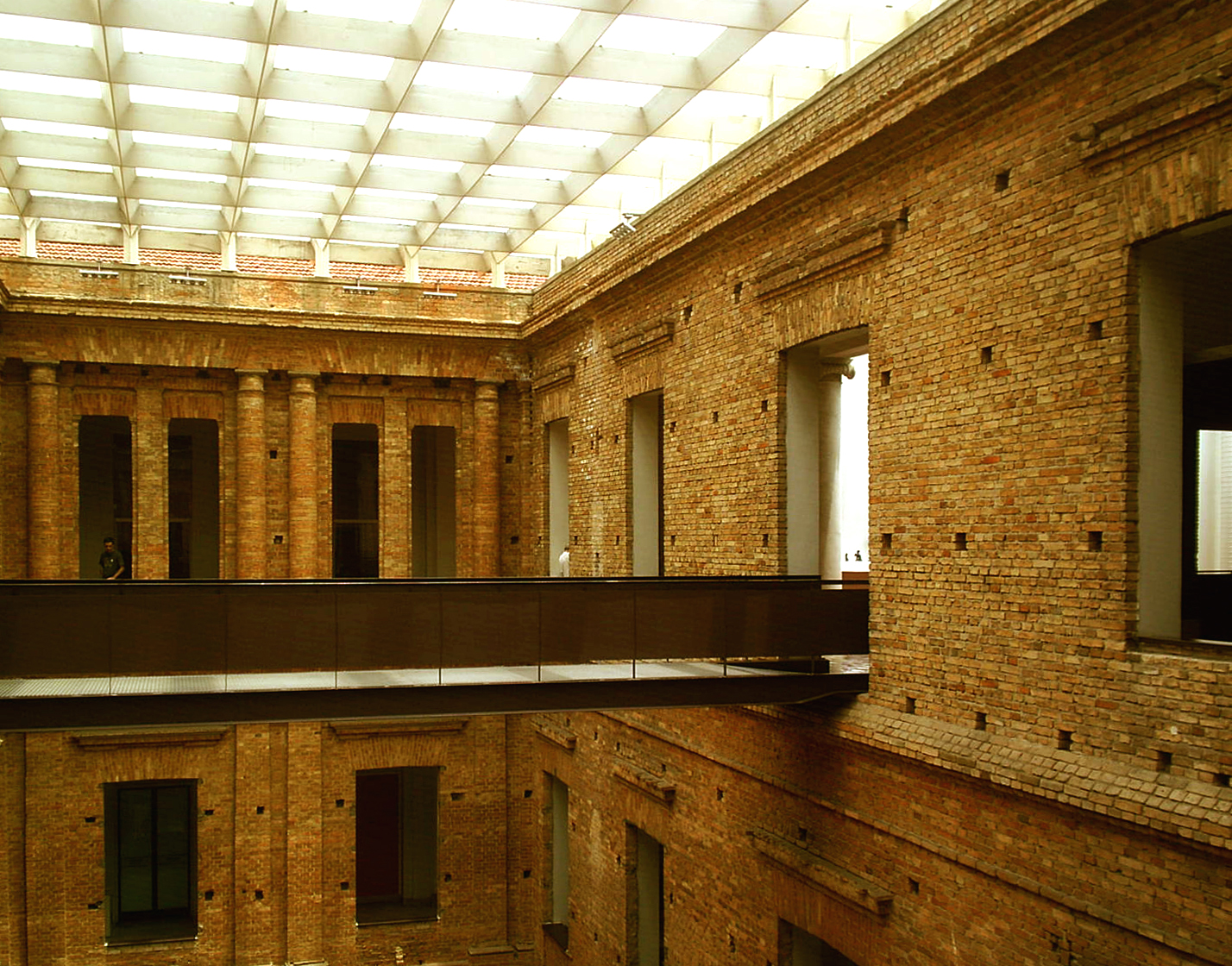
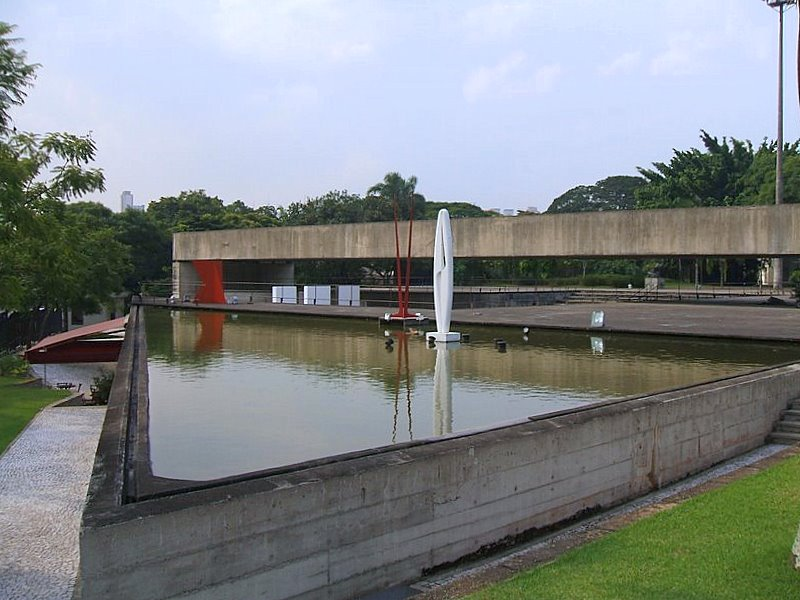
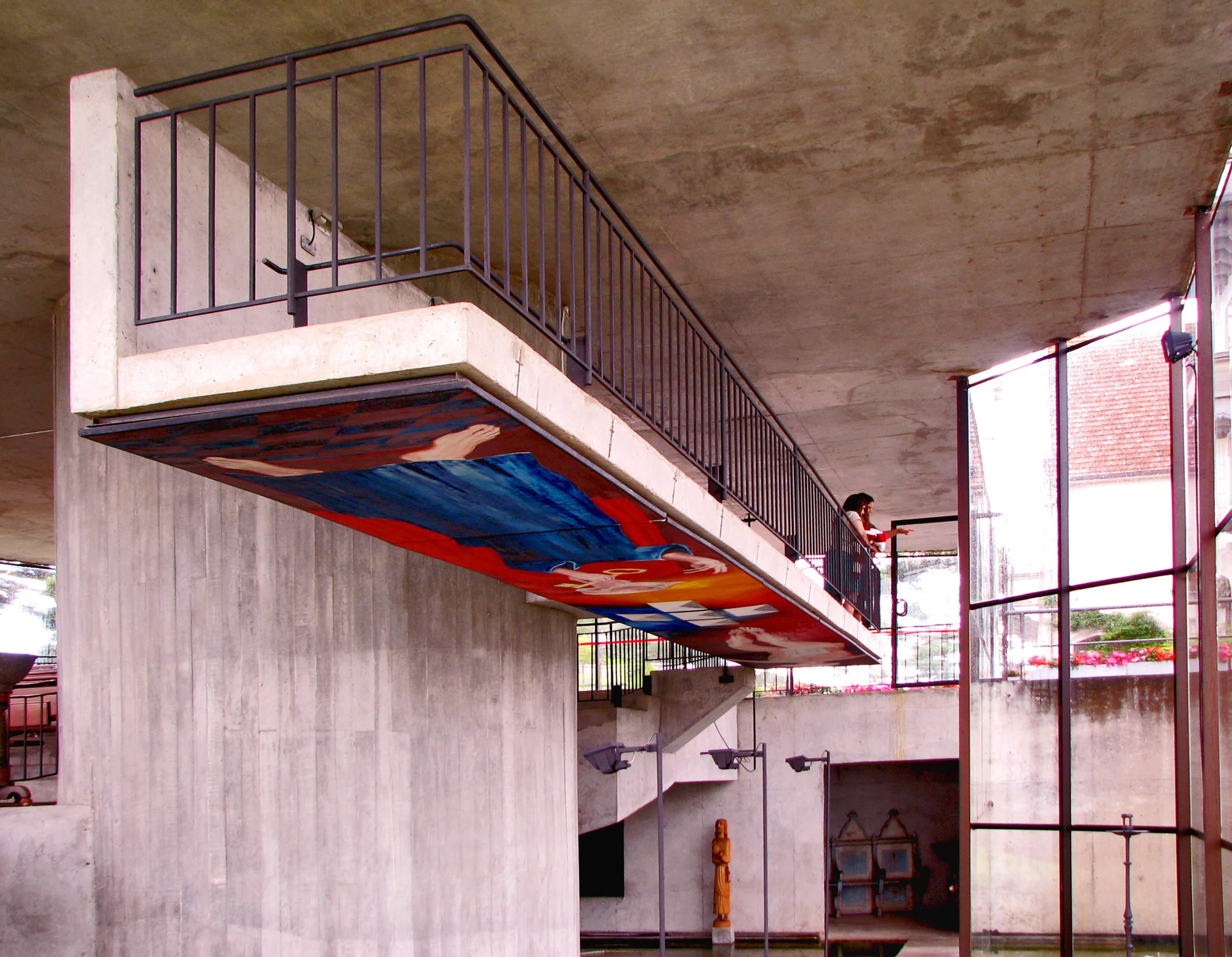

## روابط خارجية
- باولو مندس دا روشا على موقع الموسوعة البريطانية (الإنجليزية)
- باولو مندس دا روشا على موقع مونزينجر (الألمانية)